# Templo de Diana (Mérida)
El denominado Templo de Diana es un templo romano construido en el siglo I d. C. en la ciudad de Augusta Emerita, capital de la provincia romana de Lusitania, actual Mérida (España). Se levantó en el foro municipal de la ciudad romana siguiendo la configuración habitual de los templos de la antigüedad clásica y es el único edificio religioso romano que ha perdurado en Mérida en un aceptable estado de conservación. En realidad estaba dedicado al culto imperial, no a la diosa Diana, y debió ser uno de los templos principales de la urbe, a juzgar por su dedicación y por el lugar preeminente que ocupaba en el espacio urbano. Desde 1993 está declarado Patrimonio de la Humanidad como parte del Conjunto arqueológico de Mérida.

## Descripción
El llamado templo de Diana estaba emplazado en lo que fue el foro central de Mérida, próximo al cruce de las dos vías principales de la ciudad, el cardo y el decumano, cuya línea sigue la actual calle de Santa Eulalia, y sería uno de los edificios monumentales que acotaron este espacio. Orientado de norte a sur, su fachada posterior sería paralela al decumano. Dentro del espacio amplio del foro, el templo se concibió con su propio recinto ajardinado, abierto al foro, mediante un pórtico de pilastras y con dos estanques frente a las fachadas mayores.

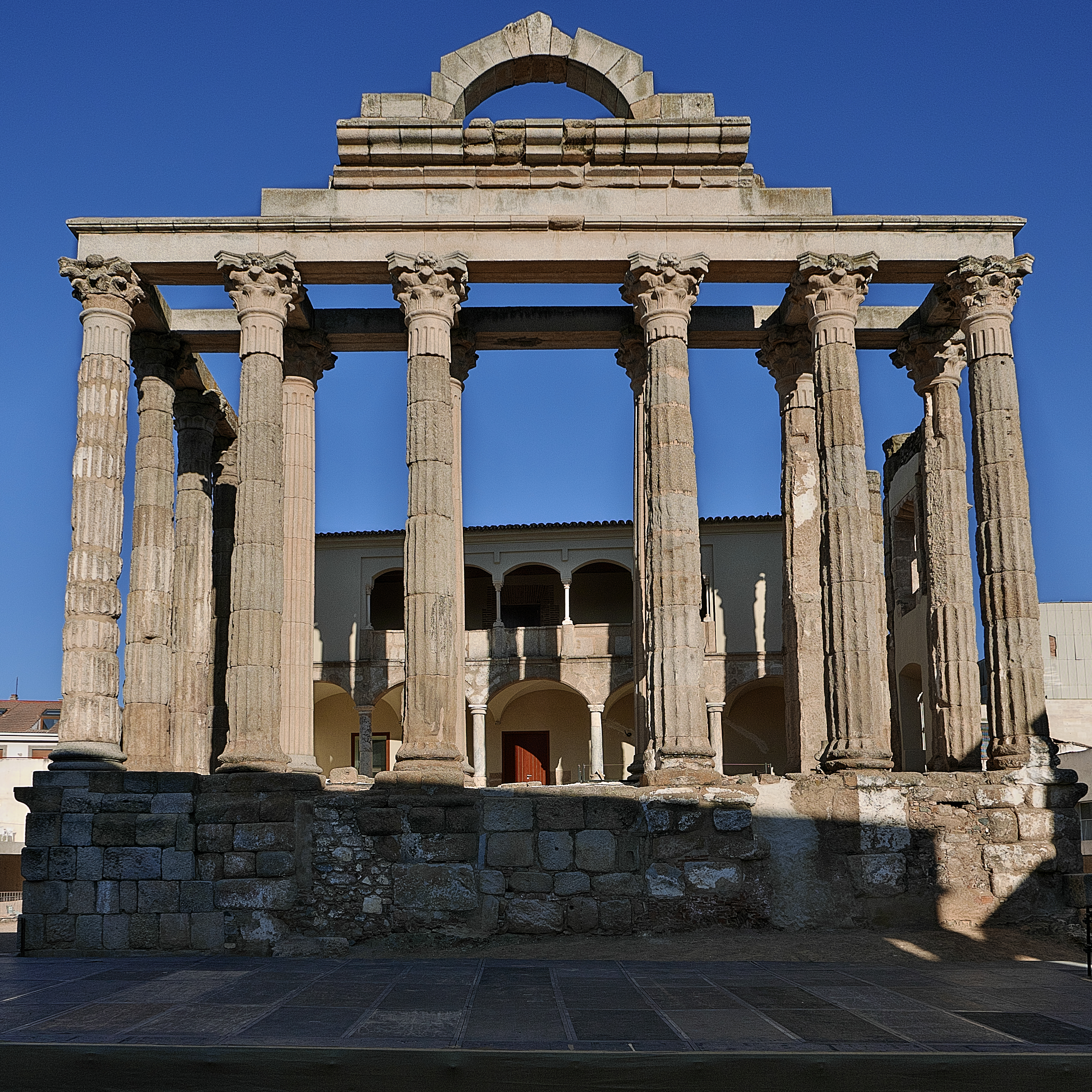
Frontispicio del Templo de Diana

La estructura de este templo es similar a la de otros como la Maison Carrée de Nimes o los templos dedicados a Augusto en Vienne y Barcelona. La construcción de planta rectangular se eleva sobre un podio alto de 3,23 m revestido de sillares bien recortados y dispuestos a soga y tizón, que remata con una cornisa moldurada. Sobre este podio se eleva una columnata de la que conservamos poco más de la mitad de las columnas, suficientes para ofrecer una visión general de su volumen original. Es un templo períptero —es decir, rodeado de columnas— con un pórtico hexástilo —seis columnas en su frente— y once columnas en los laterales mayores. Las proporciones de su planta son 32 × 18,5 m, mientras que las columnas tienen una altura de ocho metros.
Las columnas se apoyan sobre basas áticas y tienen el fuste estriado. Sobre los capiteles de orden corintio en algunos tramos pervive la viga del arquitrabe, cuyo adorno original podemos adivinar por algunos fragmentos recuperados en las excavaciones. No queda ningún resto de la cubierta original del edificio más arriba de este arquitrabe, si bien el hallazgo de algunas piezas sueltas hace suponer que el frontón triangular contaba con un arco de medio punto de descarga, hoy reconstruido y bien visible, similar al del Templo de Augustobriga en Talavera la Vieja, Cáceres.
Todos los elementos se elaboraron en piedra de granito, extraída de diversas canteras de los alrededores de Mérida, pero el acabado exterior que ahora presentan es muy distinto al original. Irían recubiertos de estuco, como se ha podido comprobar en algunos sillares donde todavía permanece adosado al granito, con lo cual se disimulaba la tosquedad de esta roca y se perfilaban con más refinamiento los adornos de las columnas y los capiteles. Es posible incluso que el basamento fuera también recubierto de este modo, como hace suponer algún fragmento de estuco localizado en su superficie.
El interior del templo, la cella, por ahora no se puede reconstruir. Apenas quedan algunos basamentos internos que nos permiten entrever la división de este lugar sagrado mediante columnas y la prolongación de su espacio hasta el primer intercolumnio lateral, de modo que existió un pórtico de tamaño reducido en la parte delantera. Después del derribo de algunas casas adosadas al edificio romano, se ha constatado que la fachada principal estaba en el lado sur, donde se ha descubierto el arranque de la escalinata del templo. Como parte del conjunto religioso, a ambos lados de la fachada existían dos estanques con sus respectivos canales.

## Historia

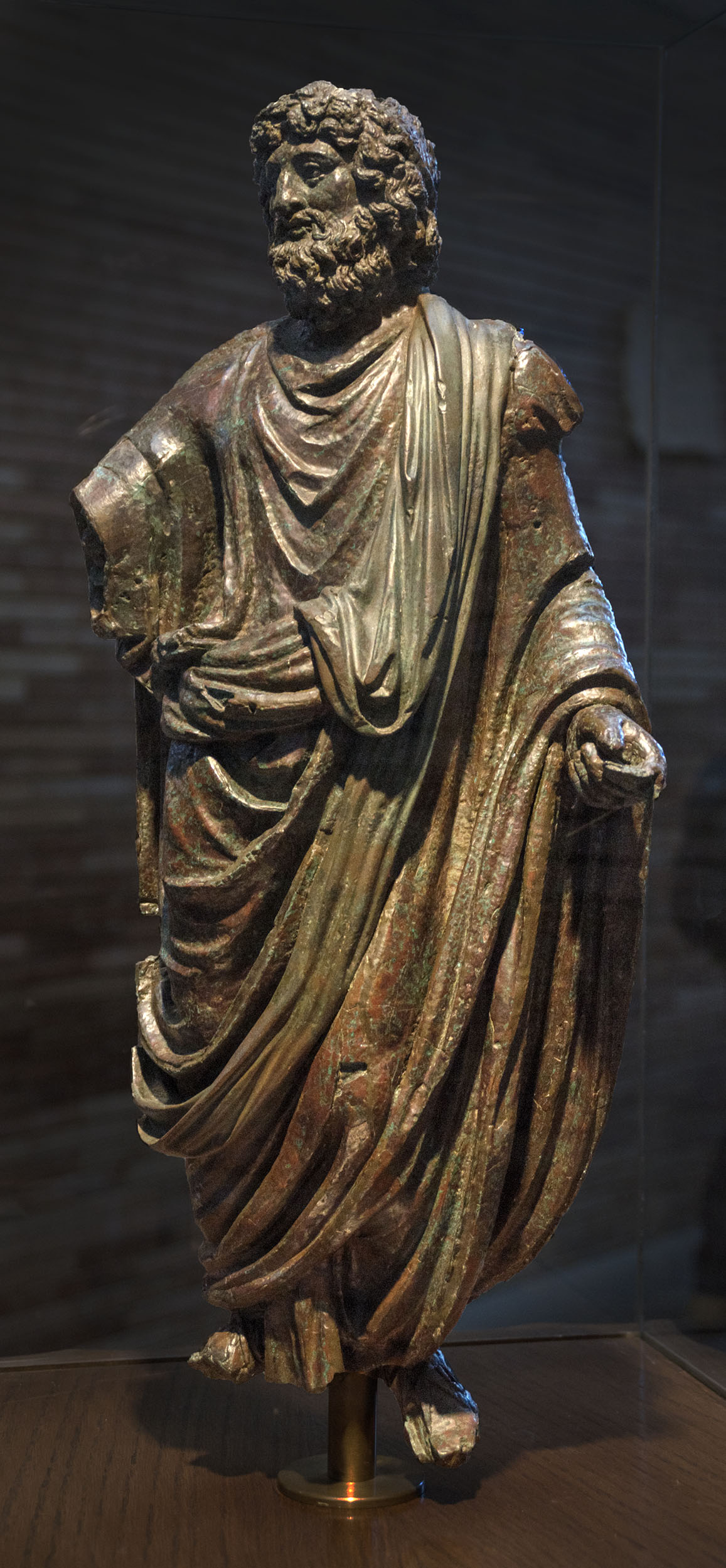
Genio del Senado romano, bronce de 54,5 cm hallado en el templo en 1974. Museo Nacional de Arte Romano

El momento en el que realizó esta obra sigue siendo motivo de consideración. Algunos aspectos formales, como los cánones de los capiteles y el desarrollo de la moldura del podio, o la utilización de un material como el granito, son rasgos de la arquitectura que se desarrolla a lo largo del siglo I d. C. desde la etapa de Augusto. Dentro de este período amplio, las últimas conclusiones apuntan al gobierno de Tiberio (14-37 d. C.), al que con gran probabilidad pertenecería una representación escultórica encontrada en las excavaciones del templo en el siglo XIX, como momento de construcción del templo. Existen algunos detalles que indican actividad constructiva en el mismo durante la posterior etapa de los Flavios (69-96 d. C.).
En el siglo XVI se construyó en la cella, la sala interior del templo, el Palacio del Conde los Corbos, un inmueble que en parte ha asegurado la pervivencia de la obra romana. Este palacio tiene portada, ventanas y una doble galería de estilo renacentista para cuya construcción se aprovecharon materiales romanos y visigodos. En dos de sus ventanas se aprecian detalles decorativos de gusto mudéjar. En junio de 2018 se inauguró un centro de interpretación en el palacio de los Corbos, financiado gracias a las aportaciones de los socios Mecenas, que desarrolla su contenido en torno a la importancia del edificio en época romana y sus usos posteriores.

## Dedicación
El templo se llama «de Diana» desde que en el siglo XVII así lo identificara el historiador local Bernabé Moreno de Vargas. Sin embargo, en las excavaciones arqueológicas en el entorno del edificio se han encontrado en momentos diferentes varias imágenes escultóricas que han permitido discernir el sentido de su culto. A finales del siglo XIX apareció la escultura de un emperador de la dinastía Julio-Claudia, probablemente Tiberio o Claudio. Luego, relacionado también con la persona del emperador, se encontró el «Genius Augusti», símbolo de la divinización del emperador. Y completa este conjunto significativo un pequeño bronce de etapa antoniana (138-161 d. C.) que representa al Genio del Senado, representación del carácter divino del Senado romano. Además de todos estos significativos hallazgos, hay que considerar una inscripción que alude a un flamen, un sacerdote del culto imperial. Todo lleva a pensar que el templo en realidad estuvo dedicado al culto imperial, y como tal en su interior se veneraba tanto la imagen del emperador como la del Senado divinizado, un culto extensible también a la diosa Roma. La ubicación de este templo de culto oficial en el área preeminente del foro de esta colonia romana y en lugar elevado corrobora la finalidad del mismo.

## Galería

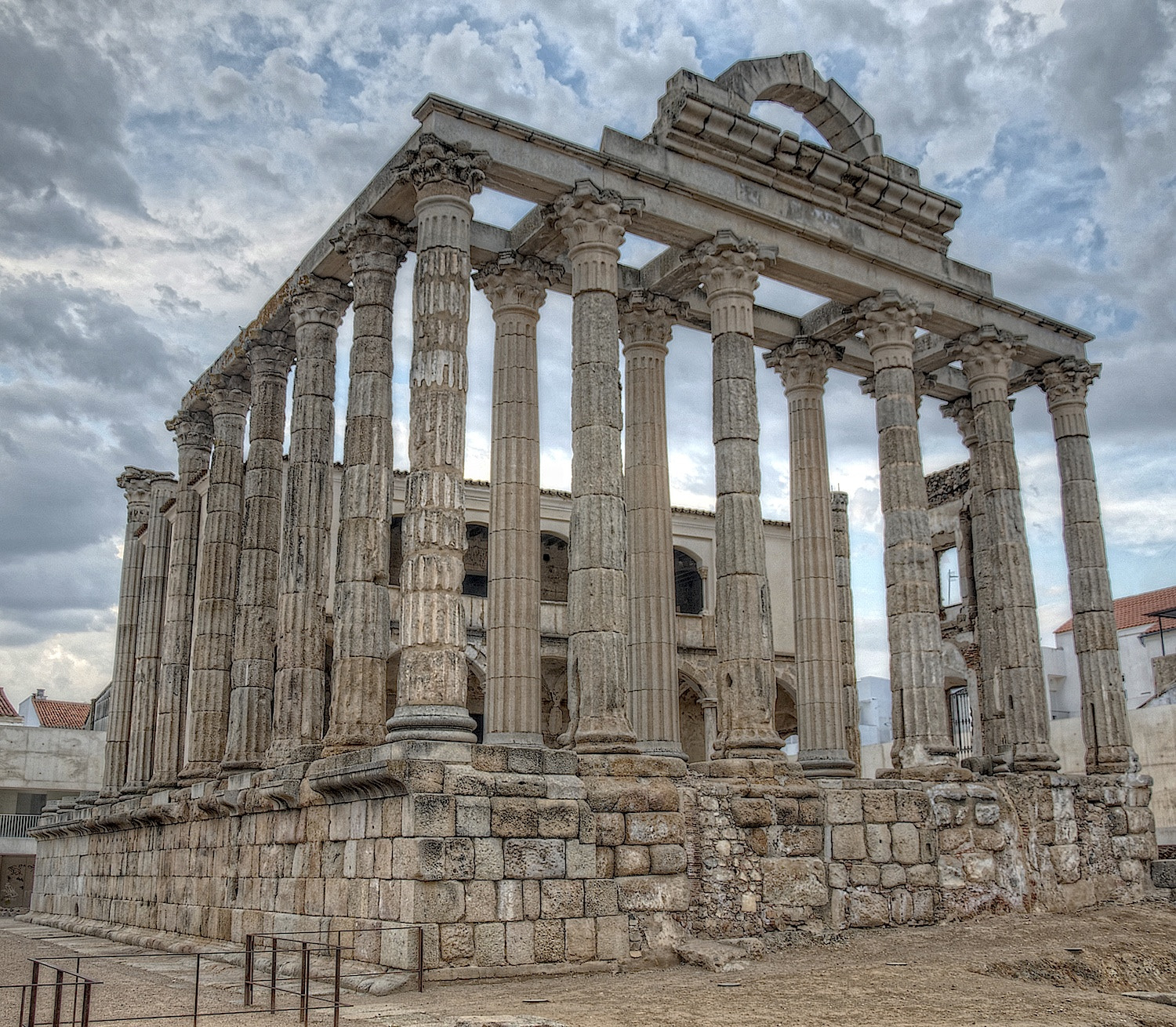
Vista general
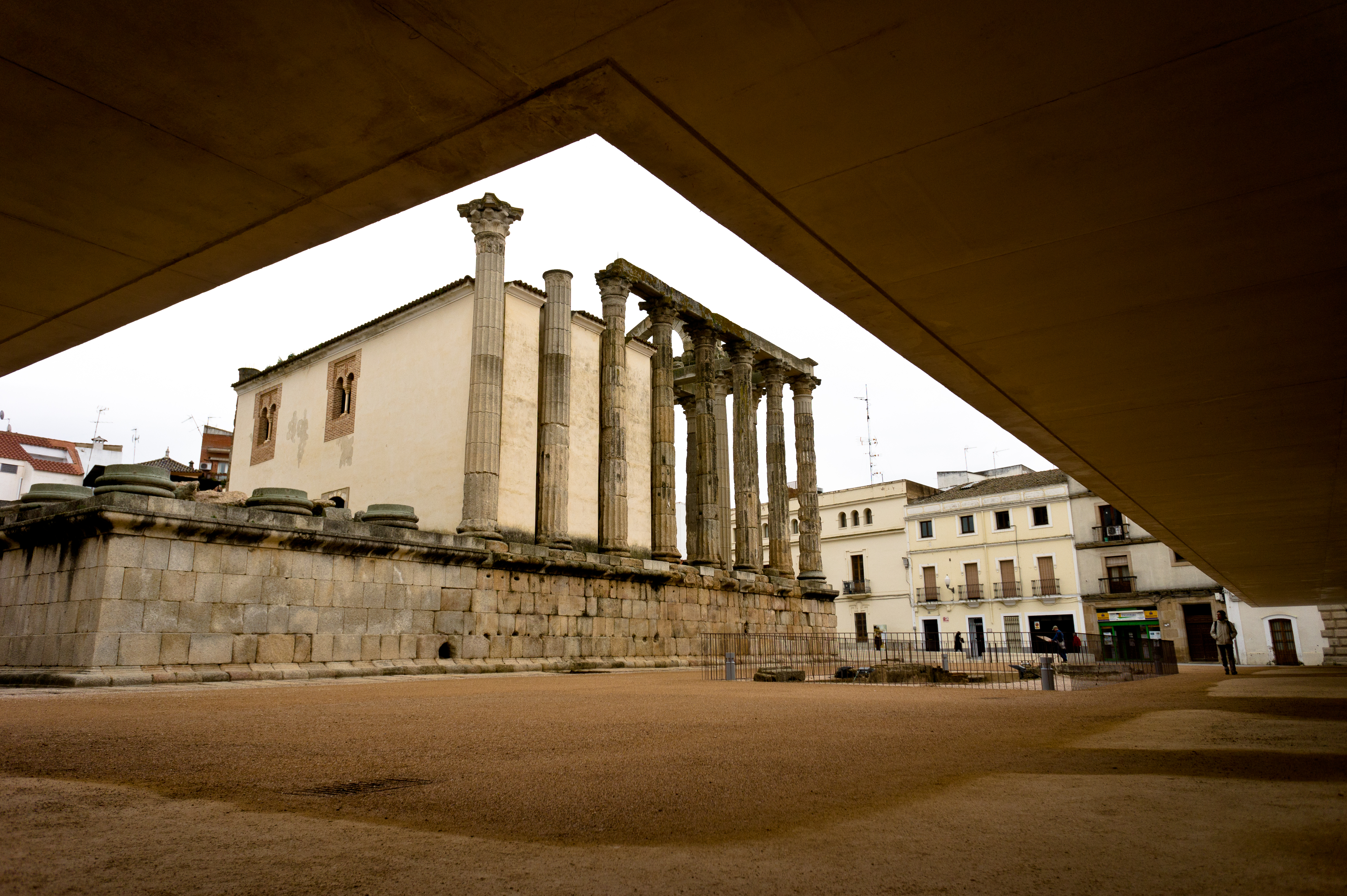
Lateral oeste y fachada posterior
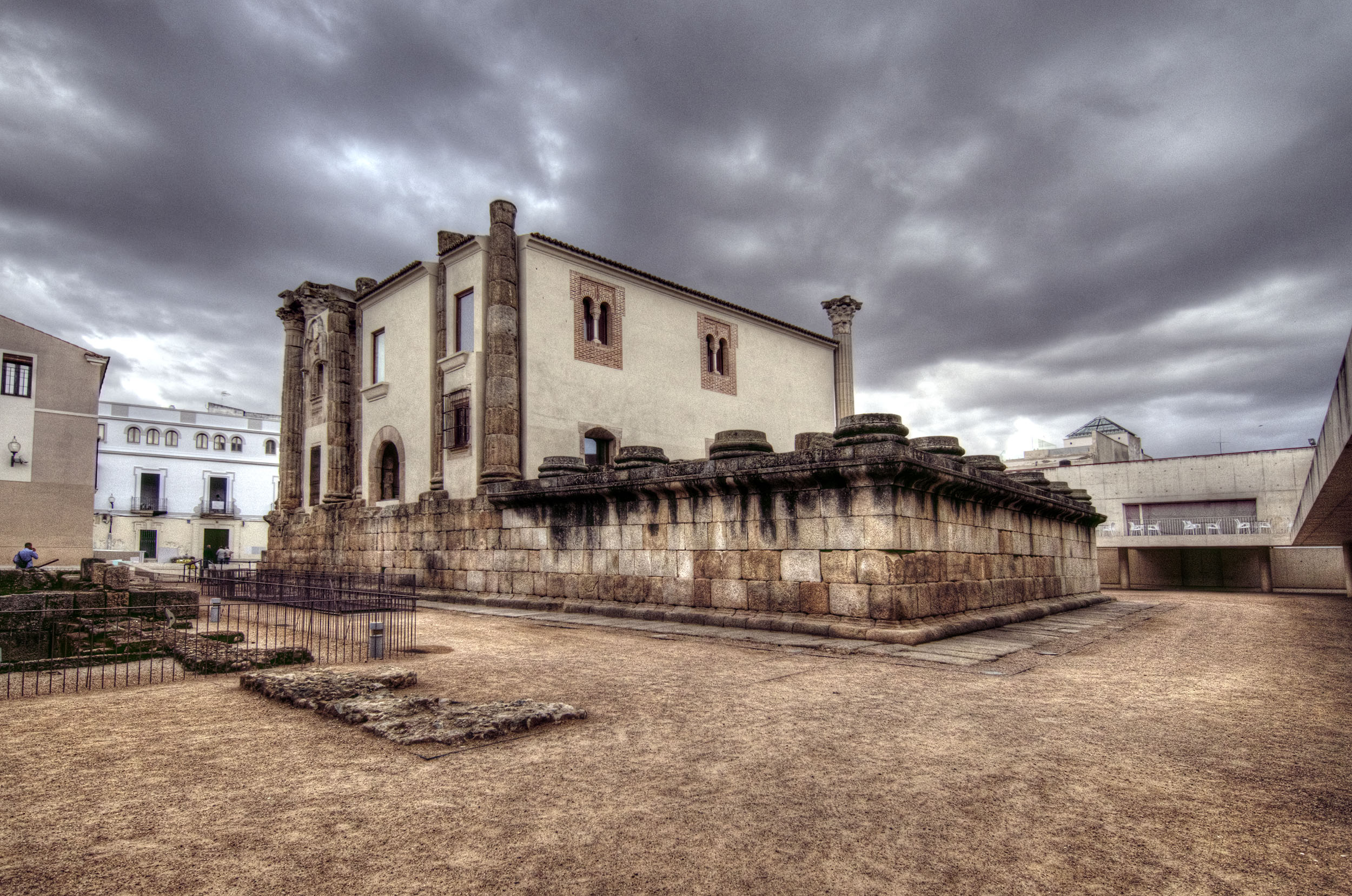
Esquina norte
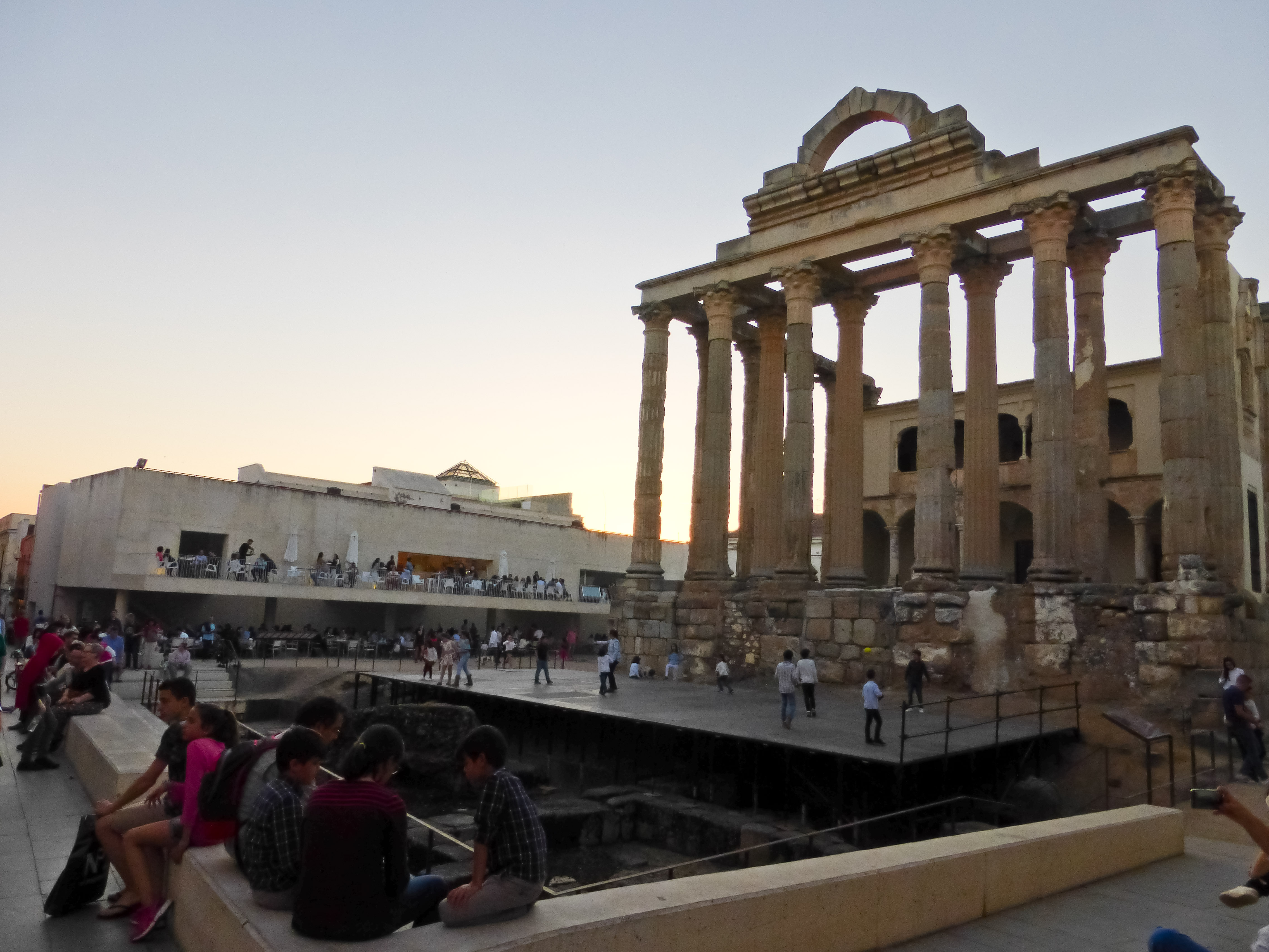
Ruinas frente a la fachada.
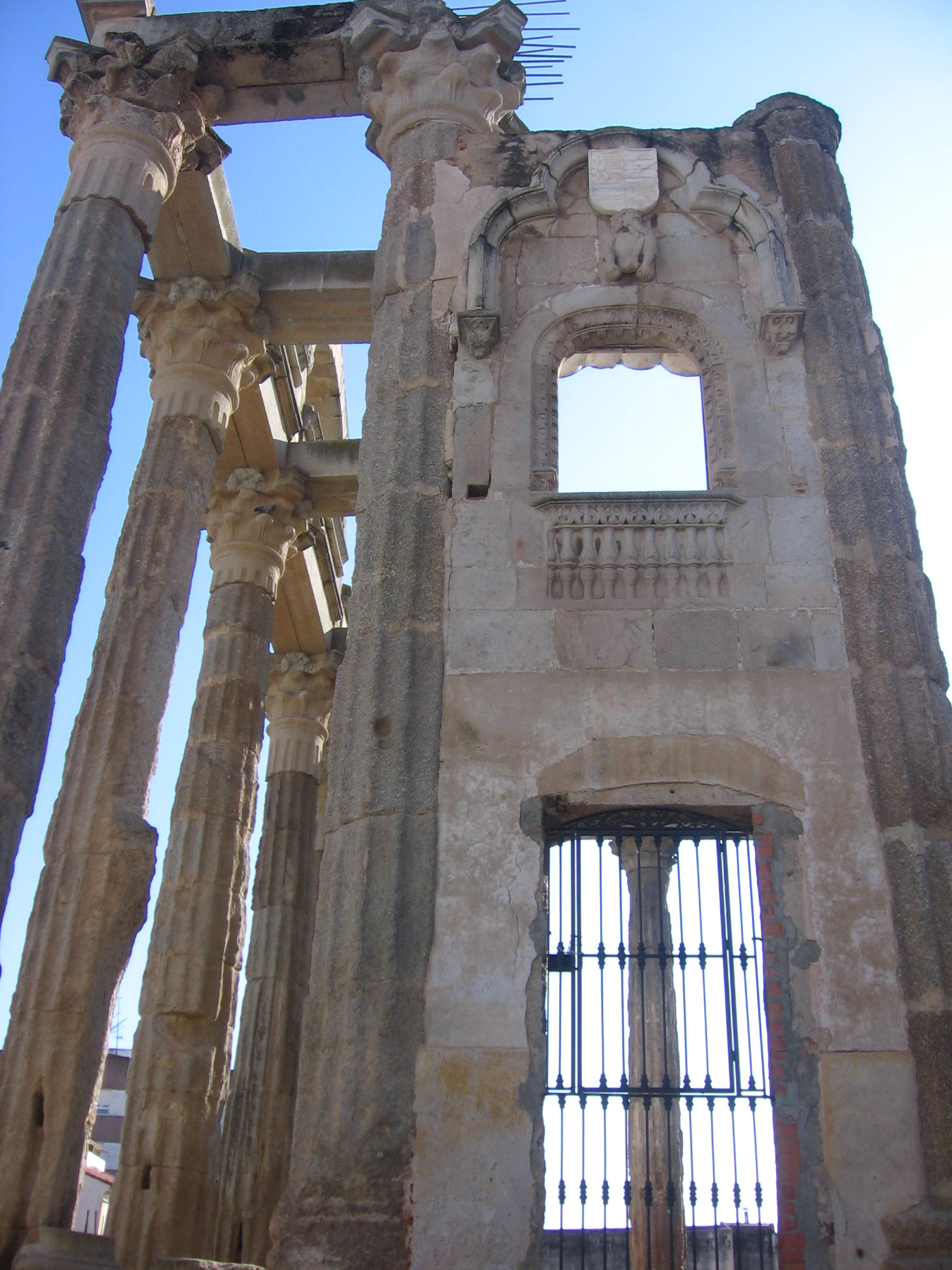
Balcón del palacio del Conde de los Corbos, del siglo XVI